# Томас, Чарльз Сполдинг
Чарльз Спо́лдинг То́мас (англ. Charles Spalding Thomas; 6 декабря 1849, Дарьен, Джорджия — 24 июня 1931, Денвер) — американский политик, сенатор США, 11-й губернатор Колорадо.

## Биография
Чарльз Сполдинг Томас родился в городе Дарьен, штат Джорджия. Он учился в нескольких частных школах Мейкона и других общин штата. Некоторое время Томас служил в армии КША. В 1871 году он окончил юридический факультет Мичиганского университета в Анн-Арборе, и в том же году был принят в коллегию адвокатов. Затем он переехал в Колорадо, где занялся частной адвокатской практикой с акцентом на горном праве. Его правовые навыки вскоре заметили, и в 1875 году Томас стал прокурором (атторнеем) Денвера, и занимал эту должность на протяжении двух лет.
С 1884 по 1896 год Томас был членом Национального комитета Демократической партии. Он неудачно баллотировался в Палату представителей США в 1884 году, в Сенат в 1888 и 1895 годах и в губернаторы штата в 1894 году.
В 1898 году Томас был избран губернатором Колорадо, и 10 января 1899 года был приведён к присяге. Во время пребывания в должности он выступал за введение налога на наследство, субсидирование окончания строительства Капитолия штата, а также за исключение партийных символов из избирательных бюллетеней. При нём был образован округ Теллер и восстановлен 8-часовой рабочий день в медеплавильной и горноперерабатывающей промышленности. Томас покинул свой пост 8 января 1901 года и вернулся к юридической практике.
В 1913 году Томас был избран в Сенат США, чтобы закончить срок сенатора Чарльза Хьюза, в 1914 году был переизбран на полный срок, и занимал эту должность до 1921 года. На 63-м и 64-м конгрессе Томас был председателем Комитета по женскому равноправию, а также членом Комитета береговой охраны (65-й конгресс) и Комитета по тихоокеанским железным дорогам (66-й конгресс). Кроме того, Томас занимал должность специального советника Корейской комиссии в Вашингтоне, которая пыталась обеспечить независимость Кореи. После ухода с должности сенатора он возобновил юридическую практику в Денвере.
Томас был женат на Эмме Гулд Флетчер (1853—1940), у них родилась дочь Элен Энн Томас (в замужестве Мэлбурн, 1874—1922) и ещё четверо детей.
Чарльз С. Томас умер 24 июня 1934 года, его останки были кремированы, а прах похоронен на кладбище Фэрмаунт в Денвере.